# 川勝康弘
川勝 康弘（かわかつ やすひろ、1968年5月 - ）は、日本の宇宙工学者。専門分野は、宇宙航行力学・宇宙システム学。学位は、博士（工学）（東京大学・1996年）（学位論文「楕円軌道上における剛体の回転運動の励起とその制御」）。宇宙航空研究開発機構宇宙科学研究所准教授。

## 略歴
1989年、開成高等学校卒業。1991年に東京大学工学部航空学科を卒業後、東京大学大学院工学系研究科（航空宇宙工学専攻）に進学した。1996年、東京大学大学院工学系研究科博士課程を修了、学位論文は「楕円軌道上における剛体の回転運動の励起とその制御」。1996年は東京大学先端科学技術センター協力研究員、1997年 - 2003年、旧・宇宙開発事業団（NASDA）に所属した。2003年から宇宙航空研究開発機構宇宙科学研究本部（JAXA/ISAS）に所属し、2009年現在、宇宙航空研究開発機構宇宙科学研究本部・宇宙航行システム系准教授。また、軌道・航法グループ、誘導・制御グループ、宇宙科学プログラム・SE室、月・惑星探査プログラムグループ事業推進室を併任する。所属学会は、日本航空宇宙学会、American Astronautical Society（AAS）。また、武蔵大学、鹿児島大学、早稲田大学で非常勤講師を務めた。
宇宙航空研究開発機構宇宙科学研究所において、月周回衛星「かぐや」、赤外線天文衛星「あかり」の開発・運用のプロジェクトに加わった。現在、金星探査機「あかつき」の開発のプロジェクトに加わっている。また、将来の宇宙探査機、次期小惑星探査機「はやぶさ2」や次期月探査機「SELENE-2」などのミッション・軌道計画、システム検討に携わっている。